# Борна Чорич
Борна Чорич (хорв. Borna Ćorić; 14 листопада 1996, Загреб) — хорватський тенісист, був першою ракеткою світу серед юніорів. Станом на 23 березня 2015 посідав 59 місце у рейтингу ATP і був наймолодшим гравцем у топ-100.

## Кар'єра

### Юніорські роки
У 2013 Чорич досяг півфіналів на Відкритому чемпіонаті Австралії та Ролан Гаррос серед юніорів, а згодом виграв Відкритий чемпіонат США, перемігши у фіналі австралійського грека Танасі Коккінакіса у трьох сетах, в результаті чого він став першою ракеткою світу серед юніорів. У цьому ж році він почав виступи на турнірах серії ITF Futures, вигравши чотири титули: один титул у Борнмуті, два у Ізмірі та один у Лагосі.

### 2013
Дебют Чорича у дорослому турі випав на Кубок Девіса 2013, коли він був включений до збірної Хорватії на матч плей-оф світової групи проти збірної Великої Британії. Свій перший п'ятисетовий матч у кар'єрі він провів проти третьої ракетки світу та чинного чемпіона Вімлдону Енді Маррея. Чорич взяв тільки шість геймів, у том числі один — на подачі суперника.
У листопаді у Йокогамі він уперше взяв участь у Челенджері, де поступився у чвертьфіналі П'єру-Югу Ерберу з рахунком 6-2, 3-6, 6-7(7-9), хоча на тай-брейку мав матчевий м'яч на своїй подачі.

## Стиль гри
Борна Чорич грає переважно на задній лінії. Він володіє хорошою першою подачею, має агресивний форгенд та акуратний бекгенд. Добре захищається, і не форсує свої атаки. Звичними для нього є спроби рвати ритм.

### Фінали турнірів ATP

#### Одиночний розряд: 4 (2 - 2)
| Результат | В–П | Дата     | Турнір                        | Рівень    | Поверхня | Супротивник        | Рахунок            |
| --------- | --- | -------- | ----------------------------- | --------- | -------- | ------------------ | ------------------ |
| Поразка   | 0–1 | Січ 2016 | Chennai Open, Індія           | Серія 250 | Хард     | Стан Вавринка      | 3–6, 5–7           |
| Поразка   | 0–2 | Кві 2016 | Grand Prix Hassan II, Марокко | Серія 250 | Ґрунт    | Федеріко Дельбоніс | 2–6, 4–6           |
| Перемога  | 1–2 | Кві 2017 | Grand Prix Hassan II, Марокко | Серія 250 | Ґрунт    | Філіпп Кольшрайбер | 5–7, 7–6(7–3), 7–5 |
| Перемога  | 2–2 | Чер 2018 | Halle Open, Німеччина         | Серія 500 | Трава    | Роджер Федерер     | 7–6(8–6), 3–6, 6–2 |

## Фінали турнірівITF Futures: 4 (4-0)
| Статус     | №. | Дата | Турнір                      | Покриття | Суперник      | Рахунок             |
| ---------- | -- | ---- | --------------------------- | -------- | ------------- | ------------------- |
| Переможець | 1. | 2013 | Велика Британія F9, Борнмут | ґрунт    | Деніель Кокс  | 6-7(4), 6-4, 6-3    |
| Переможець | 2. | 2013 | Туреччина F32, Ізмір        | хард     | Ензо Коко     | 6-7(0), 7-6(1), 7-5 |
| Переможець | 3. | 2013 | Туреччина F33, Ізмір        | хард     | Такер Ворстер | 6-4, 6-4            |
| Переможець | 4. | 2013 | Нігерія F1, Лагос           | хард     | Анте Павич    | 6-4, 6-3            |

## Фінали юніорських ТВШ: 1 (1-0)
| Статус     | Рік  | Турнір  | Покриття | Суперник          | Рахунок       |
| ---------- | ---- | ------- | -------- | ----------------- | ------------- |
| Переможець | 2013 | US Open | хард     | Танасі Коккінакіс | 3-6, 6-3, 6-1 |